# Haurup
Haurup (dänisch: Havrup) ist ein Ortsteil der Gemeinde Handewitt in Schleswig-Holstein.

## Lage
Siebenhundert Meter nördlich von Haurup entfernt liegt das Nachbardorf Hüllerup. Nördlich jenseits des unweit gelegenen Handewitter Forstes liegt in vier Kilometer Entfernung der Hauptort Handewitt. Vom Dorf Haurup ist der Hauptort der Gemeinde über die Landstraße 96 (L 96) erreichbar. Die nordöstlich gelegene Stadt Flensburg liegt ebenfalls ungefähr vier Kilometer vom Dorf Haurup entfernt. Zwei Kilometer südöstlich liegt des Weiteren das Dorf Barderup.

## Geschichte
Erstmals erwähnt wurde das Dorf im Jahre 1472 unter dem Namen „Haudorpp“ im Lehnsregister. Der erste Ortsnamensbestandteil „Hau“ beziehungsweise dänisch „Hav“ leitet sich vom altdänischen Pflanzennamen „hafri“ für Hafer (neudänisch avre, Bedeutung im Deutschen wäre Haferdorf), vom Personennamen Hafri, der wiederum auf „hafri“ für Hafer zurückgeht oder möglicherweise vom altdänischen Wort „Haghi“ das die Bedeutung „Einhegung“ hatte und dem etymologisch verwandten dänischen Wort „Have“ ab, das Garten bedeutet. Die Endung -rup des heutigen, gebräuchlichen Ortsnamens ist ein Synonym für ein „Dorf“. Gemäß dem letzt erwähnten Deutungsversuchs würde der Ortsname das damalige geschlossene Ortsbild des Dorfes beschreiben.
Im 15. Jahrhundert und bis ins 17. Jahrhundert hinein bestand Haurup aus sechs Höfen. Durch Hofteilungen erhöhte sich die Anzahl bis 1730 auf zwölf Höfe. 1806 wurde die Verkoppelung durchgeführt. Auf der vom dänischen Generalstab verwendeten Landesaufnahme der Wissenschaftlichen Gesellschaft Dänemarks von 1857/1858 sowie auf der Karte der Preußischen Landesaufnahme um 1879 war Haurup mit seinen Häusern und Höfen zu erkennen.
Während eines Luftangriffes auf Flensburg am 13. November 1943 verfolgten deutsche Flugzeuge eines der angreifenden Flugzeuge. Das in Bedrängnis geratene Flugzeug warf daraufhin die noch verbliebene Bombenlast ab. Eine der Brandbomben traf das Gehöft der Familie Detlefsen (Haurup Süd 10). Es brannte vollständig nieder. Von 1960 bis ungefähr 1980 erfolgte die Flurbereinigung. Damals wurde auch die Straßenverbindung L 96 nach Hüllerup gebaut. Um 1970 wurde der Hügelweg bebaut, dort entstanden 12 Häuser. Im Zuge der Auflösung des Kreises Flensburg-Land im Jahr 1974 wurde die zuvor eigenständige Gemeinde Haurup, zusammen mit Ellund, Gottrupel, Hüllerup und Timmersiek nach Handewitt eingemeindet.
In Haurup ist der Bau einer mit überschüssiger Windenergie betriebenen Elektrolyseanlage mit 1 MW Leistung zur Wasserstoffherstellung geplant. Der Wasserstoff soll in das Gasnetz eingespeist werden.